# Yangba (köpinghuvudort)
Yangba (kinesiska: 杨坝) är en köpinghuvudort i Kina. Den ligger i provinsen Sichuan, i den sydvästra delen av landet, omkring 330 kilometer nordost om provinshuvudstaden Chengdu. Antalet invånare är 8 205. Befolkningen består av 3 888 kvinnor och 4 317 män. Barn under 15 år utgör 20,0 %, vuxna 15-64 år 69 %, och äldre över 65 år 10,0 %.
Runt Yangba är det ganska tätbefolkat, med 172 invånare per kvadratkilometer. Närmaste större samhälle är Xinmin, 6,0 km nordväst om Yangba. I omgivningarna runt Yangba växer i huvudsak blandskog.
Genomsnittlig årsnederbörd är 1 375 millimeter. Den regnigaste månaden är juli, med i genomsnitt 309 mm nederbörd, och den torraste är december, med 3 mm nederbörd.